# Patrick Monckton
Pour les articles homonymes, voir Monckton.
Patrick Monckton, né le 9 juin 1947 en Hongrie, est un acteur britannique.

## Filmographie

### Cinéma
- 1973 : Assassin de Peter Crane
- 1982 : Dark Crystal de  Jim Henson et Frank Oz : Podling (voix)
- 1988 : La Guerre d'Hanna de Menahem Golan : Kalosh
- 1989 : Crusoe de Caleb Deschanel : Cook
- 1997 : Le Petit Monde des Borrowers de Peter Hewitt : Swag
- 1998 : The Cask of Amontillado de  Mario Cavalli (Court métrage) : Fortunato
- 1999 : Whatever Happened to Harold Smith? de Peter Hewitt : Peter Pringle
- 2005 : Nature Unleashed: Earthquake de Tibor Takács (Vidéo) : Emilio
- 2004 : Tooth de Edouard Nammour: Bulldozer
- 2005 : Secrets de famille de Niall Johnson : Bob

### Télévision
- 1977 : BBC2 Play of the Week (série télévisée) : Clerk (1 épisode)
- 1981 : Retour au château (Mini-série) : le frère (1 épisode)
- 1988 : The First Kangaroos (téléfilm) : Perivale
- 1989 : Shadow of the Noose (Mini-série) : William Moss (1 épisode)
- 1989 : The Return of Sam McCloud (Téléfilm issu de la série Un shérif à New York) : Jack Barron
- 1989 : Hercule Poirot (Série TV, épisode Énigme à Rhodes) : le directeur de l'hôtel
- 1992 : Sherlock Holmes and the Leading Lady (téléfilm) : Karparti
- 2002 : Dinotopia (mini-série) : 2e Sénateur
- 2008 : Génial Génie (série télévisée) : le Sultan (1 épisode)